# Halisarca rubitingens
Halisarca rubitingens är en svampdjursart som beskrevs av Carter 1881. Halisarca rubitingens ingår i släktet Halisarca och familjen Halisarcidae.
Artens utbredningsområde är havet utanför Indien. Inga underarter finns listade i Catalogue of Life.